# 1 Front Dalekowschodni
1 Front Dalekowschodni (ros. 1-й Дальневосточный фронт) – związek operacyjno-strategiczny Armii Czerwonej o kompetencjach administracyjnych i operacyjnych na dalekowschodnim terytorium ZSRR, działający podczas wojny z Japonią w 1945 roku w czasie II wojny światowej. 

## Charakterystyka
Został utworzony 2 sierpnia 1945 roku. W jego skład wchodziły: 1., 5. i 25 Armia, Czugujewska Grupa Operacyjna, 10 Korpus Zmechanizowany i 9 Armia Lotnicza. Rozwinął się na linii: Kraskino, Miszan, Pawło, Fiodorowka i Woskrieszienskoje. Uczestniczył w operacji kwantuńskiej (9 sierpnia – 2 września 1945), uderzając na Harbin i Qiqihar. Rozwiązany po kapitulacji Japonii 3 września 1945. 
Dowódcą 1 Frontu Dalekowschodniego był marszałek Związku Radzieckiego Kiriłł Mierieckow.